# 백마사

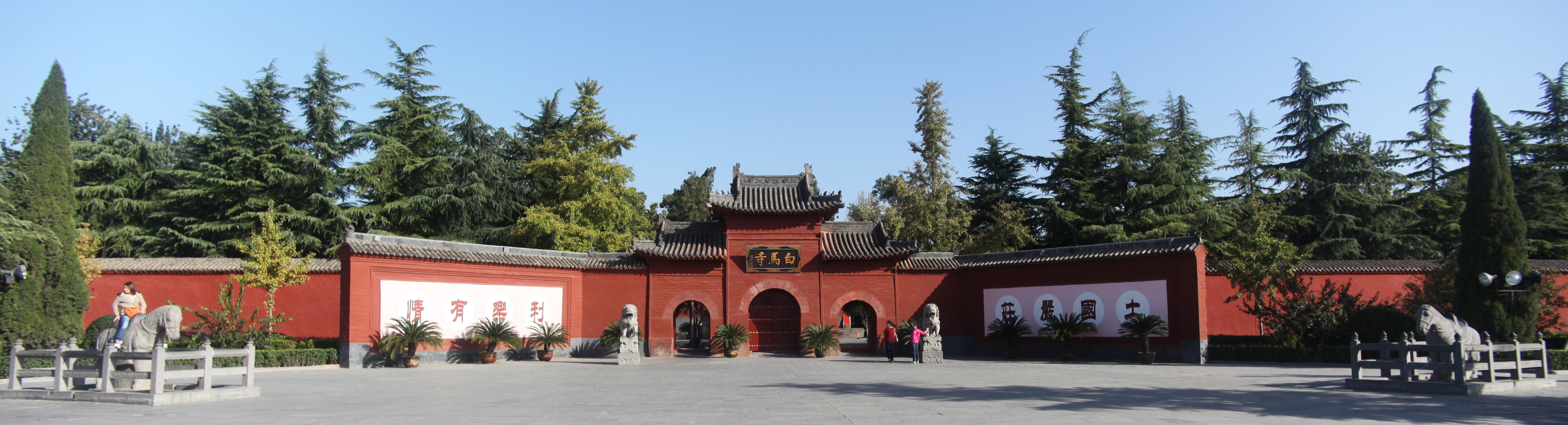
백마사

백마사(白馬寺)는 고대 중국 후한(後漢) 명제(明帝) 때의 불교의 중국 전래와 관련된 감몽구법(感夢求法) 설화를 토대로 낙양(洛陽) 교외에 지어진 절이다. 낙양 교외 동쪽 12km 지점에 위치하고 있으며, 전승 및 문헌으로 확인되는 중국 최고(最古)의 절이기도 하다.

## 개요
후한 명제 11년(68년), 가섭마등(迦葉摩騰)과 축법란(竺法蘭) 두 승려가 대월지(아프가니스탄) 경내에서 만난 왕준, 채음(蔡愔) 등 후한의 사신을 따라 흰 말에 《사십이장경》(四十二章経)과 불상을 싣고 수도 낙양에 왔다는 전설에 따라 백마사(白馬寺)라는 이름을 얻었다. 백마사는 두 승려들이 머무르면서 가지고 온 불경을 번역했던 홍려관(鴻臚館) 자리라고 한다.
《낙양가람기》(洛陽伽藍記)권4에 따르면 중국 북위(北魏) 시대에는 후한(後漢)의 명제(明帝)가 세운 절로 알려져 있었으며 낙양성(洛陽城) 서쪽, 서양문(西陽門) 밖으로 3리 되는 지점에 있었다고 기술되어 있다. 북위 시절에는 절에 안치된 경함(経函)에 대한 신앙이 퍼져 있었다고 한다. 다만 그 경함 안에 든 경전이 과거 가섭마등과 축법란이 가져 왔던 것과 같은 《사십이장경》인가에 대해서는 명확하게 기록하고 있지 않다.
주(周)를 선포한 당(唐)의 무측천(武則天)은 자신이 총애하던 승려 설회의(薛懷義)를 백마사의 주지로 삼았고, 수공(垂拱) 원년(685년)에 백마사를 대대적으로 증축하고 주변 국가들로부터 오는 불교도들을 모아 백마사에서 조회하게 하였다고 한다. 이후 몇 차례의 중흥과 쇠락을 겪었고, 명(明) 가정(嘉靖) 34년(1555년)과 청(清) 강희(康熙) 52년(1713년) 두 차례에 걸쳐 중수되었다.
안사의 난 당시 당 왕조의 요청을 받은 위구르족에 의해 낙양이 약탈당했을 때 백마사도 불탔다. 당시 백마사에는 난을 피해 숨어든 낙양의 처자들이 있었다고 한다. 문화대혁명 기간 동안 백마사에 있던 요(遼) 시대에 만들어진 18나한상과, 2천년 전 인도의 고승이 가져왔다는 패엽경(貝葉經)을 비롯한 많은 불교유물들이 홍위병들에 의해 파괴되거나 불타는 등의 피해를 입었다.
1961년 중화인민공화국의 전국중점문물보호단위(全国重点文物保護単位)로 지정되었다.

## 참고 문헌
- 김준연 《중국, 당시의 나라》 도서출판 궁리, 2014년
- 양현지 지음(서윤희 옮김) 《낙양가람기》 도서출판 눌와주, 2001

## 같이 보기
- 안사의 난
- 왕창령
- 장계 (시인)